# Ponte sul Canale di Suez
Il ponte sul Canale di Suez (in arabo: كوبري السلام, traslitterato Kūbrī as-Salām, ponte della pace, ma chiamato anche ponte dell'amicizia egiziano-giapponese e, fino al 2011, ponte Mubarak), è un viadotto strallato a uso stradale che attraversa l’alveo artificiale da cui prende il nome, all'altezza di El-Qantara (che in arabo significa per l’appunto "il ponte"), città del governatorato di Ismailia. 
Si tratta di uno dei ponti con il più alto piano stradale al mondo (70 metri), realizzato con questa luce massima per rendere agevole il passaggio alle navi che quotidianamente attraversano il canale di Suez. Tale opera connette dunque i continenti di Africa e Asia.

## Storia

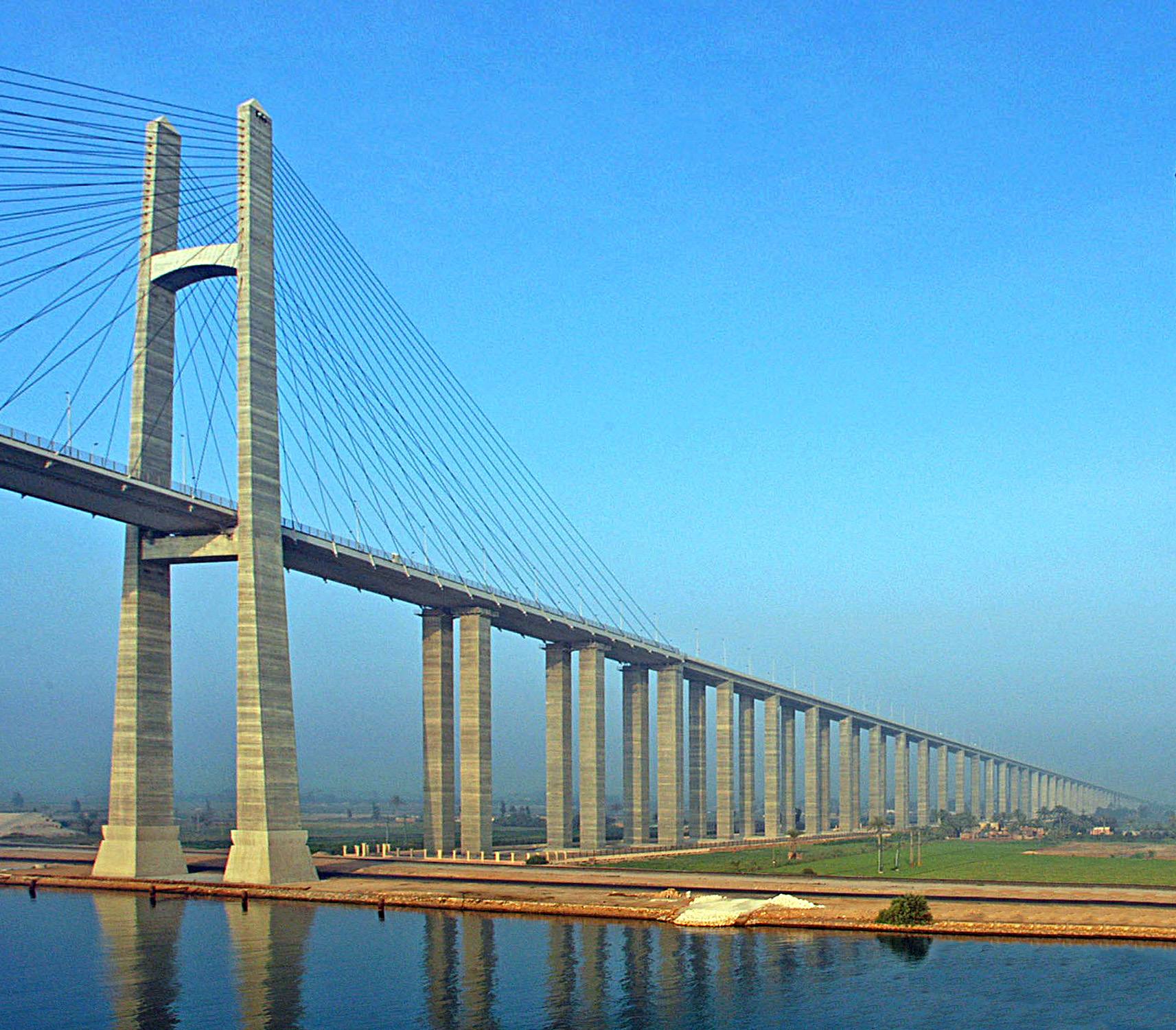
Le torri e i piloni del ponte ricordano vagamente gli obelischi dell'antico Egitto

La costruzione del ponte è iniziata nel 1995 a seguito di un accordo economico tra Egitto e Giappone siglato durante un viaggio del Presidente Hosni Mubarak nel "Paese del Sol Levante". L'accordo, inquadrato in un piano più di sviluppo dell'area attorno al canale di Suez e del Sinai, prevedeva un investimento del 60% (circa 13,5 miliardi di yen) da parte del Giappone, mentre il restante 40% (circa 9 miliardi di yen) sarebbe stato a carico dell'Egitto. Il ponte, costruito da un consorzio di imprese giapponesi tra cui Kajima, JFE e Nippon steel, è stato inaugurato alla fine del 2001, dopo sei anni di lavori.

## Descrizione
Si tratta di un ponte strallato a uso stradale, lungo in totale 4 km così suddivisi: le due rampe di accesso, lunghe 1,8 km ciascuna e la parte centrale, lunga 400 m. Il piano stradale, che consta di due carreggiate a due corsie, scorre a circa 70 m sopra le acque del canale in modo da consentire il passaggio a tutte le navi di categoria Suezmax, cosa che ne fa uno dei ponti più alti del mondo sotto questo particolare punto di vista. Le due torri del ponte, alte 154 m, ricordano vagamente nelle forme gli obelischi dell'antico Egitto.